# Wspomnienia Wołynia, Polesia i Litwy
Wspomnienia Wołynia, Polesia i Litwy – relacja z podróży po Kresach Józefa Ignacego Kraszewskiego wydana w Wilnie w 1840 roku. Wydanie paryskie z 1860 ilustrowane było szkicami wykonanymi przez pisarza.

## Spis treści
- W tomie piérwszym

1. Wstęp
2. Jarmark w Janówce
3. Styr i Horyń
4. Ossowa Felińskiego
5. Stepań
6. Osada Sernicka
7. Czartorysk, Okońsk
8. Lasy poleskie
9. Gospodarstwo
10. Kawałek drogi przez Polesie na Wołyń
11. Horodec
12. Pińsk i polesie pińskie
13. Karczmy, żydzi, drogi
14. Zamki i t.d.
15. Włościanie
16. Na Wołyń!
17. Sławuta
18. Międzyrzecz Korecki, Ołyka

- W tomie drugim

1. Łuck, Jego historja. Witold
2. Wołyń
3. Młynów, Dubno
4. Ostróg, Xiążęta Ostrogskie
5. Dodatek